# Leticia Cossettini
Leticia Cossettini (San Jorge, 19 de mayo de 1904-Rosario, 11 de diciembre de 2004) fue una maestra y pedagoga argentina.

## Biografía
Leticia Cossettini nació en San Jorge, provincia de Santa Fe, era hija de Antonio Cossettini y Alpina Bodello, fundadores de escuelas en Gálvez y San Carlos, y hermana de Olga Cossettini.
Al igual que sus padres y su hermana siguió la carrera como educadora, recibiéndose como maestra normal en Rafaela, en 1921, donde se distinguió por su sensibilidad y sus expresiones artísticas.
Entre 1935 y 1950, las hermanas Cossettini desarrollaron un proyecto llamado Escuela Serena que aplicaron en la Escuela Experimental Dr. Gabriel Carrasco del barrio Alberdi, en la ciudad de Rosario, transformando así la tradicional escuela mixta, en una escuela activa con experiencias de aprendizaje basadas en criterios de educación por el arte de vivir y convivir.
En 1947 se editó su libro Teatro de niños que en su prólogo decía:

Aquí se narra la vida del Teatro de niños de la Escuela Dr. Gabriel Carrasco, de Rosario, que dirige Olga Cossettini.  Situada en el barrio Alberdi, entre el río indio y el campo, el aire le trae olor de harina y no lejos del asfalto crecen las hierbas, florecen el amarillo limón de la cerraja y cantan los pájaros.  Nueve años, como nueve círculos, componen esta breve historia; nueve años que con como ‘tiempos’ cuya música canta a todo el largo de la vida de la escuela, en cuya plasmación se ha volcado un grupo de maestros con el sentimiento apacible de trabajar para el mañana. No hemos querido preconizar qué es lo que puede hacerse. Hemos preferido soñar y construir.  Artistas y educadores estimularon nuestra obra, pero fueron los niños los que, con su intuición y maravillosa y rica emoción, nos pusieron en el camino de la verdad.  Si esta historia, tan pequeña que casi no se la ve, pero cuyo hálito se siente, consigue dar el mismo tono de gracia que fluye de las creaciones, de las impresiones, de las imágenes fotográficas y de los claros dibujos de los niños, sabremos que nuestros brazos tendidos hacia la luz se encontrarán con los vuestros.
Leticia Cossettini, Teatro de niños

En 1985 la Municipalidad de Rosario le otorgó a Leticia Cossettini el reconocimiento de Ciudadana Ilustre. En 1986 recibió el Premio Konex (diploma al mérito) de Humanidades en la disciplina Educación, como una de las mejores maestras (sin distinción de género) de la Argentina. En 1990, la República de Italia la condecoró con el título Cavaliere Ufficiale al Merito.
En 1991 se estrenó la película "La escuela de la Señorita Olga", de Mario Piazza, que da testimonio sobre la experiencia de las hermanas Cossettini.
En 2004, al celebrar sus 100 años de vida junto a familiares y amigos, dijo: «Un buen maestro debe ser la luz que alumbra a todos.  La gente nos recuerda por los viejos maestros que fuimos. Porque enseñamos con amor».
Falleció el 11 de diciembre de 2004. El intendente entonces de la ciudad de Rafaela, Omar Perotti declaró: «ante el dolor por el fallecimiento de quien fuera en vida una maestra singular, que supo ganarse el respeto y reconocimiento nacional e internacional tanto por su trayectoria profesional como por su calidad humana». Además firmó un decreto de honor y de adhesión «al duelo por el fallecimiento de la señorita Leticia Cossettini».
Un premio santafesino lleva su nombre y el de su hermana: Premio "Olga y Leticia Cossettini". Esta distinción busca reconocer la labor docente e incentivar la promoción de las estrategias de innovación en las instituciones educativas vinculadas con criterios postulados por la experiencia de la Escuela Serena.